# Montespertoli
Montespertoli (pronuncia del toponimo: /ˌmonteˈspɛrtoli/) è un comune italiano di 13 180 abitanti della città metropolitana di Firenze in Toscana.
Il suo territorio si estende tra Val di Pesa, Valdelsa e Val di Virginio. È citato in documenti dell'XI secolo; nel '200 fu per breve tempo libero comune, prima di cadere sotto l'influenza di Firenze.
Tuttora sono molti i fiorentini che vengono ad abitare in questa cittadina, in quanto è relativamente vicina (20/25 km), e nello stesso tempo permette di vivere lontano dall'inquinamento urbano. Il turismo è legato alle testimonianze storiche e agli innumerevoli agriturismi presenti nella zona.
Montespertoli è rinomato per la sua produzione di vino Chianti DOCG di cui detiene una buona fetta della produzione globale attraverso le tante cantine presenti e la sottozona Chianti Montespertoli.
Montespertoli fa parte delle reti nazionali delle Città del Vino, Città dell'Olio e Città del Tartufo.

## Geografia fisica

### Clima
- Classificazione sismica: zona 3s (sismicità bassa)
- Classificazione climatica: zona E, 2158 GG
- Diffusività atmosferica: alta, Ibimet CNR 2002

| Montespertoli      | Gen  | Feb  | Mar  | Apr  | Mag  | Giu  | Lug  | Ago  | Set  | Ott  | Nov  | Dic  |
| ------------------ | ---- | ---- | ---- | ---- | ---- | ---- | ---- | ---- | ---- | ---- | ---- | ---- |
| T. max. media (°C) | 10,1 | 10,7 | 14,0 | 18,3 | 22,9 | 27,2 | 30,4 | 30,3 | 27,0 | 21,1 | 15,4 | 10,8 |
| T. min. media (°C) | -0,3 | 0,2  | 2,9  | 6,4  | 9,6  | 12,6 | 15,2 | 15,0 | 12,3 | 8,1  | 3,8  | 0,6  |

## Origini del nome
Il toponimo è attestato come Monte Sighipertuli nel 1000 e Monte Sipertuli nel 1097; si tratta di un composto da Monte e di un antroponimo germanico (probabilmente longobardo) Sighipert, con il suffisso -ulus comune per i nomi locali derivanti da nomi germanici
L'origine del nome è però molto incerta mancando documenti di una certa attendibilità riguardo l'etimologia che figura differente nei vari documenti in cui si trova scritta: Mons Sipertuli, Mons Expertulus, Montispetuli, Montisipertuli, Montespertori. Il, Repetti precisa che la località avrebbe dovuto chiamarsi Mons Sighipertuli secondo un antico documento dell'XI secolo, secondo altri potrebbe derivare da Montis Petri apostoli in ricordo del supposto passaggio da queste parti dell'apostolo Pietro. Comunque in documenti intorno al Mille si trova sempre il nome di Montispertuli o Montesipertuli, così tra le Carte di Passignano in un atto del 1083 si legge essere rogato in “Montispertuli, judicaria florentina” ed in un altro, di pochi mesi posteriore, si stabiliva la denominazione da parte di Ugo l'Ildebrando a Benzo Causidico di alcune terre situate in Monte Sipertuli.

## Storia
ll territorio dell'odierno Comune di Montespertoli ebbe in passato, sicuramente già in epoca etrusca, un ruolo di rilievo per il suo assetto viario che permetteva a Firenze di svolgere i suoi commerci in direzione di Volterra e Siena tramite la Via Volterrana che attraversava praticamente da nord a sud il territorio di Montespertoli e si collegava con la Via Francigena all'altezza di Certaldo.
In un territorio che preserva tracce della presenza etrusca e romana, le prime notizie attendibili dei primi agglomerati urbani risalgono all'XI secolo e riguardano gli insediamenti di San Piero in Mercato e Lucardo. Lentamente tuttavia il borgo di Montespertoli prese il sopravvento per la migliore posizione geografica come luogo di scambio e di mercato e principale centro urbano del territorio.
Gli insediamenti della nobiltà si sono distribuiti fin dall'Alto Medio Evo lungo la strada Volterrana.
Nel 1393 la proprietà del borgo (e di quasi due terzi del territorio) passò dai signori di Montespertoli, un ramo dei Conti Alberti da Mangona, alla famiglia Machiavelli. Nei secoli, le vicende del territorio rimasero legate alla varie famiglie signorili fiorentine che in esso ebbero proprietà agricole (i Machiavelli, gli Acciaioli, i Guicciardini e i Frescobaldi).
Dopo la distruzione del Castello degli Ormanni, possedette numerosi terreni Gugliarello Acciaioli di Brescia e centocinquanta anni dopo, in quello stesso luogo, il 12 settembre 1310, nacque il Niccolò Acciaioli, Gran Siniscalco del Regno Angioino di Napoli.
Gli Acciaioli donarono alla Chiesa di San Lorenzo a Montegufoni opere d'arte di altissima qualità: sull'altare maggiore di questa chiesa è possibile infatti ammirare il Crocifisso realizzato dal pittore fiorentino Taddeo Gaddi alla metà del XIV secolo.
Agli inizi del XVII secolo i beni della famiglia Acciaioli passarono nelle mani degli Usimbardi; alla fine del secolo Donato Acciaioli, discendente di Niccolò, riuscì ad acquisire i beni e i terreni posseduti in antico dai propri avi, dando inizio a un periodo di nuovo splendore per Montegufoni, splendore e prosperità che si prolungarono per tutto il XVIII secolo.
Il paese di Montespertoli, di origine medioevale, ebbe la sua prima chiesa all'interno del Castello dei signori di Montespertoli; la Chiesa di Sant'Andrea fu costruita nell'odierna Piazza Machiavelli solo agli inizi del Cinquecento e riedificata alla metà del secolo scorso dopo le distruzioni subite nella seconda guerra mondiale.
La Pieve di San Pietro in Mercato e il borgo di Lucardo rappresentano i centri più antichi del territorio di Montespertoli, di origine alto medioevale.
La pieve, di chiare forme romaniche, nel corso dei secoli XIV, XV, XVI e XVII fu a capo della omonima Lega, nata dalla unione dei Pivieri di San Piero in Mercato, San Pancrazio e Coeli-Aula, nonché sede del Podestà.
Alla fine del '400 l'importante mercato che qui si teneva fu trasferito a Montespertoli e con questo anche la sede della podesteria.
Lucardo era il fulcro di una comitatus di origine longobarda e sede di un importante castello di cui sopravvive ancora oggi l'impianto medievale. Nella vicina chiesa di San Martino e San Giusto si conserva la data di fondazione della primitiva costruzione (1093) e una bella tavola attribuita a Raffaello Botticini con la Madonna e il Bambino in trono tra i SS. Pietro, Martino, Giusto e Giovanni Battista.
Il Santuario di S. Maria della Pace appartenente al Convento di Botinaccio fu costruito nel XVI secolo; ampliato negli anni successivi fino a raggiungere le dimensioni attuali, fu ceduto ai frati dell'Osservanza di San Francesco che rimasero in questo luogo, custodi, fino all'invasione francese avvenuta nel primo decennio del XIX secolo.
Nella Cappella si conservano affreschi eseguiti intorno al 1600.
Il territorio di Montespertoli è costellato di numerose testimonianze dell'architettura medievale che si mostra nei borghi, nelle chiese e nei superstiti castelli di Botinaccio e Poppiano, appartenente fin dalle origini alla famiglia dei Guicciardini.
Alle famiglie nobiliari che avevano possedimenti e dimore a Montespertoli nell'Ottocento e primo Novecento si affiancarono le nuove famiglie della borghesia italiana ed europea: i Sonnino, i Milani e il letterato inglese Osbert Sitwell.
Al plebiscito del 1860 per l'annessione della Toscana alla Sardegna i "sì" non ottennero la maggioranza degli aventi diritto (805 su totale di 2 456), con un astensionismo da record, sintomo dell'opposizione all'annessione.

### Sidney Sonnino (1847-1922)
Attorno al 1840 il livornese Isacco Saul Sonnino acquista a Montespertoli la tenuta che da lui prenderà il nome. Nel 1862 la famiglia Savoia gli conferisce il titolo di Barone come riconoscimento al sostegno per la causa risorgimentale. Le ambizioni della famiglia Sonnino, ricca e di sentimenti liberali, si concentrano sul figlio Sidney Sonnino che segnalatosi come diplomatico già nel luglio 1877 entra a far parte del consiglio comunale di Montespertoli, diventandone poi sindaco dal 1878 al 1882. È solo l'inizio di una lunga e eccezionale carriera politica che in pochi anni lo vedrà più volte ministro e primo ministro del nuovo Regno d'Italia. Per quanto impegnato ai vertici della politica nazionale, Sonnino manterrà sempre il suo seggio di consigliere comunale a Montespertoli fino al suo ritiro nel 1920. 

### Il tenore Amedeo Bassi (1872-1949)
Il 29 luglio 1872 nasce a Montespertoli Amedeo Bassi. Di famiglia modestissima, fin da bambino è avviato al lavoro. Ha però il dono di una voce bellissima che attira l'attenzione di patroni facoltosi che gli permettono di studiare canto e di emergere come uno dei più grandi tenori del periodo, con una sfolgorante carriera in Italia e all'estero che lo porta ed essere una delle voci favorite del repertorio verista italiano. Compositori come Giacomo Puccini, Pietro Mascagni e Ettore Panizza gli affidano la prima esecuzione di loro opere. Amedeo Bassi non dimenticherà mai il suo paese d'origine, dove tornerà più volte accolto trionfalmente dai suoi concittadini. Alla sua morte i suoi eredi doneranno al Comune i suoi cimeli, dal 2014 esposti in un museo a Montespertoli che a lui ha dedicato anche una via, la locale Filarmonica e, dal 2010, un Festival musicale estivo.

### Fatti di Montespertoli (10-14 Ottobre 1920)
Montespertoli fu uno dei primi comuni in Toscana che fece la conoscenza del fanatismo fascista insieme a Firenze e a diverse località nel Mugello e nel Pratese.
Nel 1920 il primo obiettivo dei fascisti fiorentini è proprio il centro agricolo di Montespertoli. Qui i socialisti hanno ottenuto una vittoria schiacciante con il 70% dei consensi nelle elezioni amministrative. Alcuni ex combattenti ed agrari locali si erano messi in contatto con i fascisti fiorentini per la formazione di un fascio locale. A fare da tramite fra i due gruppi era stato Gennaro Abbatemaggio, ex camorrista "pentito", poi legionario fiumano. Lunedì 11 ottobre, il giorno prima dell'insediamento del nuovo consiglio comunale socialista, Amerigo Dumini, Frullini ed altri due squadristi giungono in avanscoperta a Montespertoli. Formata una squadra di una decina di volontari del posto, vengono sparati colpi di rivoltella a casaccio e spintonati i passanti. I socialisti radunano centinaia di cittadini e lavoratori armati di arnesi da lavoro che si schierano a difesa del municipio mentre, giunta notizia dell'azione fascista, converge verso Montespertoli un camion di 30 squadristi. La mattina del 12 ottobre i carabinieri di Firenze, informati degli accadimenti, intercettano il camion fascista. Altri drappelli delle forze dell'ordine, invece, intervengono a Montespertoli schierandosi fra socialisti e fascisti, a tutela di quest'ultimi. È solo l'arrivo di Gaetano Pilati che permette di evitare ulteriori violenze contro i manifestanti socialisti da parte delle forze dell'ordine.
Il fallimento della spedizione a Montespertoli spinge i fascisti a rivedere la propria organizzazione per rendere più efficaci le proprie scorribande e conquistare maggiore credibilità.

### Il giovane Lorenzo Milani a Gigliola
La famiglia di don Lorenzo Milani era proprietaria dal 1914 di una vasta proprietà agricola a Montespertoli, la tenuta di Gigliola, di cui il padre, Albano Milani, era divenuto l'amministratore unico. A Gigliola la famiglia Milani trascorre i momenti liberi, specialmente in occasione del raccolto, della vendemmia e delle feste. Diventa quindi un luogo caro nell'infanzia del piccolo Lorenzo, del fratello Adriano e della sorella Elena. Come proprietari terrieri i Milani godono di uno status privilegiato a Montespertoli e di connessioni e amicizie che - specie negli anni difficili delle persecuzioni razziali e del passaggio del fronte - si riveleranno importanti per la loro stessa vita. A Trecento poi, in una tenuta attigua a quella di Gigliola, abitano dal 1934 gli zii di don Lorenzo (Giorgio Manni e Bianca Weiss) e la cugina Renata. A Gigliola Lorenzo impara a conoscere da vicino le problematiche del mondo contadino, grazie alla frequentazione con i figli dei mezzadri. Il rapporto con Montespertoli si fa ancora più stretto a partire dal 1942 quanto la famiglia Milani si stabilisce più stabilmente a Gigliola per sfuggire ai bombardamenti. E' a Gigliola che nell'estate del 1943 maturerà la sua decisione di farsi prete. Lorenzo seminarista vive a Gigliola nel giugno-luglio 1944 l'esperienza del passaggio del fronte, un'esperienza che lo segna profondamente per la minaccia delle persecuzioni anti-ebraiche (da cui deve proteggere la madre e i parenti ebrei) ed il coinvolgimento diretto assieme al padre nella fase cruciale dei combattimenti che anche sul territorio montespertolese lasciano una scia di morti e distruzioni. Sarà sempre a Montespertoli che nel dopoguerra don Lorenzo avrà il primo incarico pastorale e aprirà il suo primo dopo-scuola per i ragazzi del luogo, prima del trasferimento a San Donato di Calenzano e quindi a Barbiana (frazione di Vicchio).

### Le opere delle Gallerie degli Uffizi a Montespertoli
Sempre durante la seconda guerra mondiale in tre luoghi del territorio montespertolese (castello di Montegufoni, villa Bossi Pucci a Montagnana e villa Guicciardini di Poppiano) furono conservate e salvate numerose opere d'arte provenienti dalle Gallerie degli Uffizi, compresa la Primavera di Botticelli.

### La Montespertoli che salvò gli ebrei (1943-44)
Durante la seconda guerra mondiale, nel periodo dell'occupazione tedesca e della Repubblica Sociale Italiana erano presenti a Montespertoli quattro famiglie di origine ebraica: i Sonnino, i Milani (la famiglia di don Lorenzo Milani), i Manni (gli zii di don Lorenzo), e i Pick. I Sonnino, proprietari terrieri discendenti del banchiere ebreo livornese Isacco Saul Sonnino (1893-1878), erano ormai assimilati e non furono quindi toccati direttamente dalle leggi razziali fasciste e dall'Olocausto. I Milani, anch'essi proprietari di una tenuta a Gigliola, erano una famiglia mista con ascendenze ebraiche da parte paterna (Elena Raffalovich era la bisnonna di don Lorenzo) e discendenza diretta da parte materna: la madre di don Lorenzo, Alice Weiss, era un'ebrea triestina. Lorenzo e i suoi fratelli, Adriano ed Elena, poterono ricevere il certificato di arianizzazione grazie ad un battesimo di convenienza la cui data fu opportunamente retrodatata dall'amico parroco della Pieve di San Pietro in Mercato, don Vincenzo Viviani. I Manni (Giorgio Manni e Bianca Weiss, sorella di Alice), proprietari anch'essi di una tenuta a Trecento, furono invece sottoposti a provvedimenti di arresto e sequestro dei loro beni. La loro situazione era particolarmente critica perché essi avevano radunato nella loro villa anche i loro familiari (la figlia Renata e il nipotino Giulio Ballio, oltre ai fratelli e alle sorelle di Giorgio Manni). Si salvarono dall'arresto solo in virtù dell'aiuto ricevuto dal segretario Comunale Tullio Sperduti e dal maresciallo dei carabinieri Carmine Gorgone che favorirono la loro fuga e riuscirono anche a salvaguardare i loro beni grazie alla complicità della popolazione locale e del fattore di Trecento Vincenzo Cardazzo. I Pick alfine furono una famiglia di profughi polacchi giunti a Montespertoli su segnalazione della DELASEM di Firenze. Il parroco, don Giulio Gradassi, li ospiterà nella canonica della Chiesa di San Michele Arcangelo a Castiglioni e per questo nel 1975 sarà uno dei primi italiani insigniti dell'onorificenza dei "giusti tra le nazioni".

### Il passaggio del fronte (luglio 1944)
Il borgo e le frazioni di Montespertoli soffrirono seri danni al passaggio del fronte (luglio 1944). Ci furono scontri a fuoco con le truppe alleate e con i partigiani ed eccidi e razzie da parte dell'esercito tedesco in ritirata che causarono la morte di numerosi civili.

### Omicidio di BaccaianoMostro di Firenze
Il 19 giugno 1982, nella frazione di Baccaiano di Montespertoli, alle 23:40 circa la sede ANPAS Croce d'oro locale, riceve una richiesta di soccorso sanitario per un auto fuori strada con a bordo due persone. L'ambulanza guidata da Stefano Allegranti, arriverà sul posto e troverà nell'auto i corpi di Paolo Mainardi(meccanico di 22 anni) e Antonella Migliorini(cucitrice di 19 anni) fidanzati. I ragazzi sono vittime della serie dei delitti del Mostro di Firenze. Antonella Migliorini morirà sul posto, Paolo Mainardi appena dopo il ricovero all'ospedale di  Empoli.

### Simboli
Lo stemma è stato riconosciuto con decreto del Capo del Governo dell'8 febbraio 1937.
Il gonfalone, concesso con DPR del 14 maggio 1988, è un drappo partito di azzurro e di bianco.

## Monumenti e luoghi d'interesse

### Architetture religiose
- Chiesa di Sant'Andrea (Montespertoli)
- Chiesa di San Bartolomeo a Tresanti
- Chiesa di San Biagio (Poppiano)
- Chiesa di San Jacopo a Voltigiano
- Chiesa di San Lorenzo (Montegufoni)
- Chiesa di San Martino a Montagnana
- Chiesa dei Santi Martino e Giusto
- Chiesa di San Michele Arcangelo a Castiglioni
- Chiesa di Santo Stefano (Lucignano)
- Convento della Madonna della Pace
- Pieve di San Pietro in Mercato
- Pieve di Santa Maria a Coeli Aula
- Oratorio di Santa Lucia a Urbana
- Chiesa di Sant'Ilario a Lungagnana
- Chiesa di Santa Maria alla Torre
- Chiesa del Cuore Immacolato di Maria Santissima a Ortimino
- Chiesa di San Quirico a S. Quirico in Collina

### Architetture militari
- Castello di Montegufoni in località Montegufoni
- Castello di Poppiano in via di Poppiano
- Castello di Sidney Sonnino

### Ville
- Villa Baldasseroni in via Lucignano, 56
- Villa Bossi-Pucci in via Volterrana Nord
- Villa di Castiglioni in via Montegufoni, 35

### Aree naturali
In località Baccaiano, nella valle del torrente Virginio, si trova la Sorgente dell'Acqua Bolle.
Il termine sorgente è improprio, perché in realtà si tratta di una mofeta gassosa che fuoriesce all'interno di un piccolo fossato, ma l'impressione è quella di acqua in ebollizione. La temperatura dell'acqua è quella ambientale, cioè fredda in inverno e appena tiepida d'estate. Il fenomeno si estende anche nelle immediate vicinanze; dopo una pioggia è infatti possibile sentire il terreno gorgogliare, tante sono le piccole emissioni gassose. L’acqua, ovviamente, non ha requisiti di potabilità: è molto frizzante e leggermente ferruginosa, ha un pH di 7,4 e un residuo secco a 180 °C di 1,12 g/l.

## Società

### Evoluzione demografica
Abitanti censiti

### Etnie e minoranze straniere
Secondo i dati ISTAT al 31 dicembre 2009 la popolazione straniera residente era di 1 196 persone. Le nazionalità maggiormente rappresentate in base alla loro percentuale sul totale della popolazione residente erano:
- Albania 239 1,78%
- Romania 189 1,41%
- Macedonia del Nord 166 1,24%

### Ripartizione linguistica
| %    | Ripartizione linguistica (gruppi principali) |
| ---- | -------------------------------------------- |
| 100% | madrelingua italiana                         |

### Qualità della vita e riconoscimenti
- Comune Riciclone 2010 e 2011: un importante riconoscimento di Legambiente che premia Montespertoli come primo comune del centro Italia, con popolazione superiore a 10 000 abitanti, per la raccolta differenziata dei rifiuti[25].

## Cultura

### Musei
- Museo di arte sacra
- Museo della vite e del vino "I Lecci"
- Museo Amedeo Bassi

### Eventi
- Nel mese di marzo si svolge nella frazione di Anselmo la tradizionale "Sagra del Bombolone".

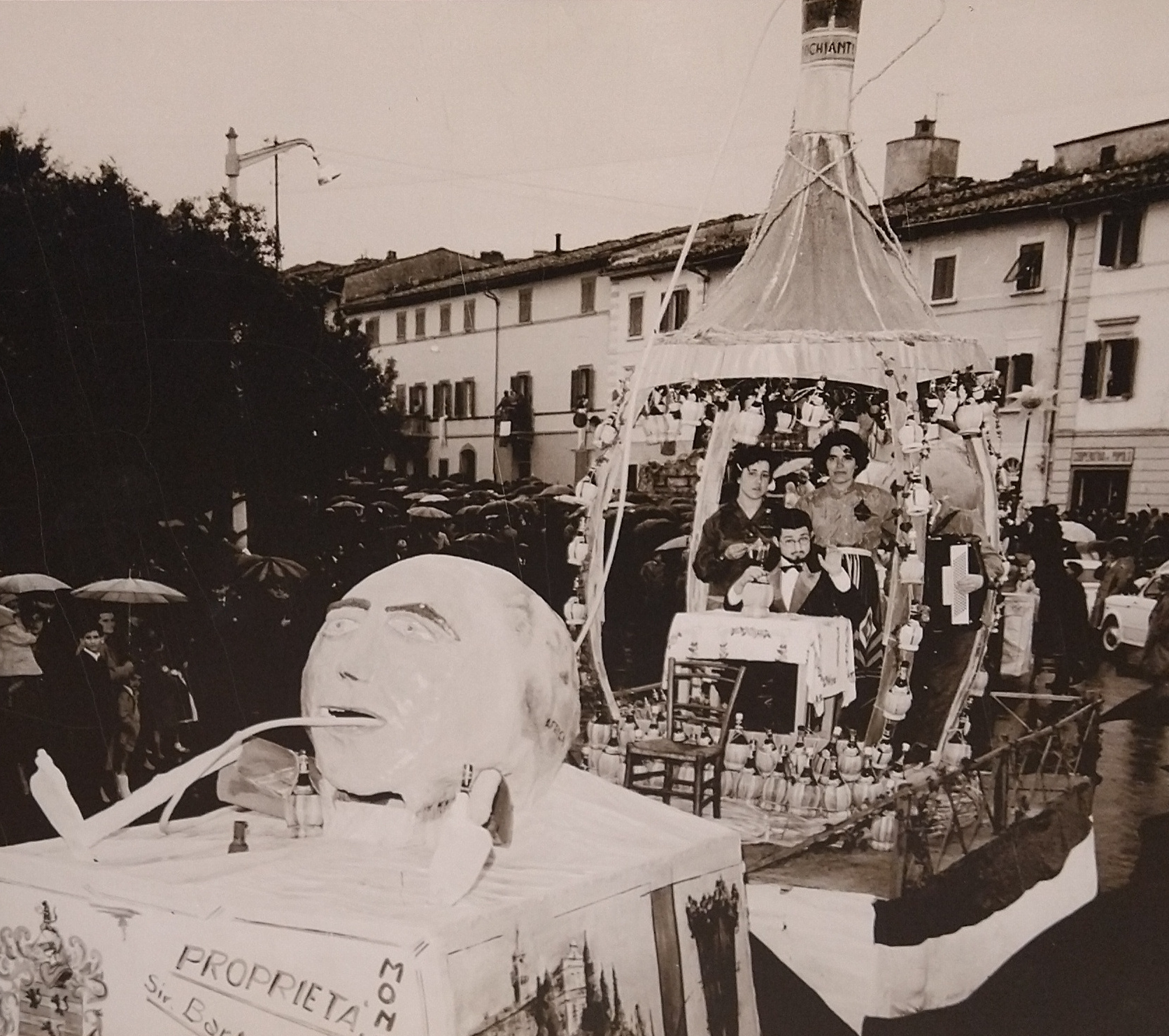
Carro del vino alla Mostra del Chianti del 1960

- Ogni anno, dall'ultimo sabato di maggio alla prima domenica di giugno si tiene la "Mostra del Chianti", organizzata dall'amministrazione comunale con l'intento di promuovere il prodotto principale dell'agricoltura locale, il vino. Ancor più rilevanza alla manifestazione viene data dal 1997, anno dell'istituzione della sottozona Chianti chiamata appunto Montespertoli. L'evento ospita numerosi viticoltori e incontri sul vino.
- Nel mese di luglio si tiene il Festival Musicale "RockUnMonte" organizzato dall'associazione Vitamina M, gruppo di giovani ragazzi del territorio. Altra forza motrice della manifestazione è l'amministrazione comunale di Montespertoli, che contribuisce e crede molto nel progetto. RockunMonte ha visto passare dal palcoscenico artisti del calibro di Andrea Appino, Nada Malanima, Tre Allegri Ragazzi Morti, Meganoidi, Punkreas, La Rappresentante di Lista, Bobo Rondelli, 99 Posse, Giancane, Modena City Ramblers e tanti altri. Si tratta di un festival moderno e completo, con street food, mercatini artigianali, produzioni del territorio, intrattenimento per le famiglie e i più piccoli.
- Nel mese di settembre si svolge ormai da oltre 30 anni l'"Appuntamento con la Birra" dove viene servita ottima birra tedesca portata direttamente dai cittadini della cittadina gemellata di Neustadt an der Aisch in Franconia.
- Nel mese di aprile si svolge nella frazione di Montagnana la tradizionale "Sagra delle Frittelle".
- Nel mese di maggio, nella frazione di San Quirico in Collina, ha luogo la "Festa del Baccello".
- Nel mese di luglio si tiene il "Festival Amedeo Bassi" dedicato al grande tenore montespertolese e che nel suo programma vede una serata dedicata sempre alla rappresentazione operistica in piazza Machiavelli.
- Alla fine del mese di agosto si svolge la "Sagra della Pappardella", ha il merito di essere la prima in Italia nella specialità della pappardella con la lepre. Tra le tante specialità ci sono le pappardelle con la lepre, la lepre in dolceforte e lepre in salmì, ma anche carne alle brace e ottimo vino del territorio.
- Nel mese di novembre si tiene "Olea" una rassegna dedicata alla produzione locale di olio extravergine di oliva. Iniziativa organizzata dall'amministrazione comunale con la collaborazione di Città dell'Olio, della Federazione Strade del Vino, dell'Olio e dei Sapori di Toscana, della Proloco e della condotta Slow Food Empolese Valdelsa.
- La fine del mese di giugno ospita la "Sagra del Tartufo Scorzone" organizzata dall'Associazione Tartufai Bassa Valdelsa presso il Parco Urbano.
- In autunno si svolge un interessante evento organizzato dall'Associazione Viticoltori Montespertoli con l'obiettivo di raccontare l'evoluzione vinicola del territorio, incontrare professionisti ed esperti e promuovere un patto tra territorio e viticoltore basato su sostenibilità ambientale e sociale. Nel 2022 e nel 2023 l'evento era intitolato "La Revolution a Montespertoli" e mirava a far conoscere la neonata associazione dei viticoltori, nel 2024 l'evento è stato intitolato "Stappa Montespertoli" e caratterizzato con un evento sui vigneti e i cambiamenti climatici e un pranzo di fine vendemmia.
- Nel mese di settembre si svolge nella frazione di Martignana la tradizionale "Sagra delle Pizza Dolce".

## Geografia antropica

### Frazioni
Nel territorio comunale di Montespertoli si contano dodici frazioni:
Martignana, Ortimino, Lucardo, Fornacette, San Pancrazio – Lucignano, San Quirico in Collina, Poppiano, Montagnana Val di Pesa, Baccaiano e Anselmo, Montalbino, Tresanti, Botinaccio.

### Altre località del territorio
Tra le numerose località sparse per il territorio si ricordano le più rilevanti:
Aliano, Capannule, Castiglioni, Convento, Fornace, Ghisone, Gigliola, Il Pino, Il Poggio, La Buca, La Ripa, Le Galvane, Leoni, Lucardo, Mela, Montegufoni, Poggio Ubertini, Polvereto, Trecento, Vicchio-Lungagnana

## Economia

### Artigianato
Per quanto riguarda l'artigianato, è ancora attiva e diffusa l'arte della ceramica, rinomata per l'utilizzo di metodi di lavorazione antichi grazie ai quali riproduce oggetti risalenti anche a cinque secoli fa.

### Agricoltura

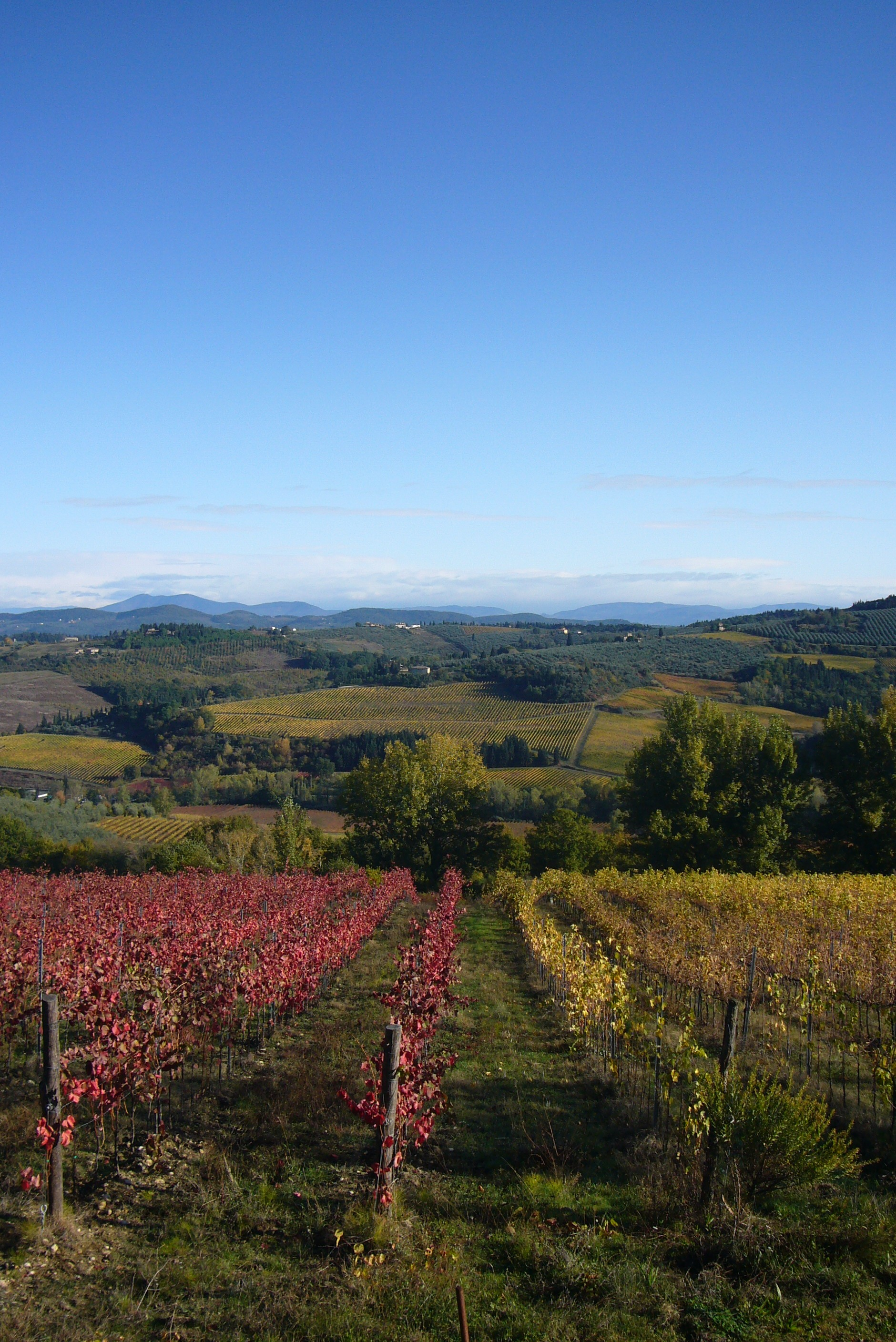
Vigneti nella campagna di Montespertoli

L'eccellenza della produzione agricola di Montespertoli si esprime nelle produzioni di vino Chianti, olio e grano.
Il territorio comunale di Montespertoli è interamente compreso nella DOCG Chianti e al suo interno esistono le due sottozone Chianti Montespertoli (riconosciuta nel 1997) e Chianti Colli Fiorentini.
Attiva da qualche anno è la filiera dei "Grani Antichi di Montespertoli" che permette di ottenere un pane e della pasta ad alta specificità e con caratteristiche tali da essere apprezzata anche da chi ha particolari intolleranze alimentari. Nell'anno 2022 l'Associazione "Grani Antichi di Montespertoli" ha avuto il riconoscimento regionale di Comunità del cibo e della biodiversità.
La produzione di olio extravergine di oliva è da sempre presente sul territorio e dal 2019 ha subito un nuovo importante impulso grazie all'impegno dei produttori locali che attraverso alcuni progetti hanno accresciuto la qualità di questa produzione. "Diciannove" è il brand collettivo frutto di un progetto che nel 2025 è arrivato a compimento presentando una bottiglia con questo specifico brand che le aziende del territorio possono usare per la loro produzione di eccellenza.

## Amministrazione
Di seguito è presentata una tabella relativa alle amministrazioni che si sono succedute in questo comune.
| Periodo          | Periodo          | Primo cittadino     | Partito | Carica  | Note   |
| ---------------- | ---------------- | ------------------- | --- | ------- | ------ |
| 28 aprile 1946   | 10 giugno 1951   | Angiolo Verdiani    | Blocco Democratico della Ricostruzione                                                                                 | Sindaco |        |
| 15 luglio 1951   | 27 maggio 1956   | Maurizio Lotti      | Partito Socialista Italiano                                                                                            | Sindaco |        |
| 17 giugno 1956   | 6 novembre 1960  | Maurizio Lotti      | Partito Socialista Italiano                                                                                            | Sindaco |        |
| 20 dicembre 1960 | 22 novembre 1964 | Maurizio Lotti      | Partito Socialista Italiano                                                                                            | Sindaco |        |
| 23 gennaio 1965  | 7 giugno 1970    | Luigi Pruneti       | Partito Socialista Italiano                                                                                            | Sindaco |        |
| 4 luglio 1970    | 15 giugno 1975   | Aurelio Giomi       | Partito Comunista Italiano                                                                                             | Sindaco |        |
| 26 luglio 1975   | 8 giugno 1980    | Aurelio Giomi       | Partito Comunista Italiano                                                                                             | Sindaco |        |
| 8 giugno 1980    | 12 maggio 1985   | Luigi Nigi          | Partito Comunista Italiano                                                                                             | Sindaco |        |
| 26 maggio 1985   | 6 giugno 1990    | Luigi Nigi          | Partito Comunista Italiano                                                                                             | Sindaco | [ 30 ] |
| 8 giugno 1990    | 24 aprile 1995   | Mauro Marconcini    | Partito Democratico della Sinistra, Partito Comunista Italiano                                                         | Sindaco | [ 30 ] |
| 24 aprile 1995   | 14 giugno 1999   | Mauro Marconcini    | Partito Democratico della Sinistra                                                                                     | Sindaco | [ 30 ] |
| 14 giugno 1999   | 14 giugno 2004   | Mauro Marconcini    | L'Ulivo | Sindaco | [ 30 ] |
| 15 giugno 2004   | 8 giugno 2009    | Antonella Chiavacci | Democratici di Sinistra, Democrazia è Libertà - La Margherita, Partito della Rifondazione Comunista - Sinistra Europea | Sindaco | [ 30 ] |
| 8 giugno 2009    | 26 maggio 2014   | Giulio Mangani      | Partito della Rifondazione Comunista - Sinistra Europea, Partito Democratico, Sinistra Ecologia Libertà                | Sindaco | [ 30 ] |
| 26 maggio 2014   | 26 maggio 2019   | Giulio Mangani      | Partito della Rifondazione Comunista - Sinistra Europea, Partito Democratico, Sinistra Ecologia Libertà                | Sindaco | [ 30 ] |
| 27 maggio 2019   | 09 giugno 2024   | Alessio Mugnaini    | Vivo Montespertoli (Partito Democratico, Uniti a Sinistra)                                                             | Sindaco |        |
| 10 giugno 2024   | in carica        | Alessio Mugnaini    | Vivo Montespertoli (Partito Democratico, Uniti a Sinistra, Azione)                                                     | Sindaco |        |

### Gemellaggi
- Caronia
- Santo Stefano di Cadore
- Épernay, nato nel 2004 e che vede protagonisti i due prodotti principi dei territori come il Chianti e lo Champagne.
- Neustadt an der Aisch, nato nel 1992, è il più antico gemellaggio di Montespertoli
- Tichla

## Sport
Nella zona sportiva di "Molino del Ponte" sono presenti:
- Stadio Comunale "Molino del Ponte" con campo principale erboso, pista di atletica, campo ad 11 sussidiario in sintetico e campo di calcio a 7 in sintetico
- Palazzetto dello Sport "PalAlessandro" dove si praticano pallavolo, pallacanestro e ginnastica artistica
- campi da tennis (due campi in terra rossa al coperto e un campo in sintetico scoperto)
- piscina comunale attiva solo durante la stagione estiva

Presso il parco urbano, nel 2023, è stata riqualificata la bocciofila "Paolo Vanni" con un nuovo campo gara.
La principale società calcistica di Montespertoli è l'A.S.D. Montespertoli che milita nel Campionato di Eccellenza Toscana (2023/2024).
A livello amatoriale esistono cinque squadre di calcio ovvero A.S.D. San Quirico in Collina, A.S.D. San Pancrazio, A.S.D. Martignana, G.S.D. Ortimino e A.S.D. Montespertoli 50025, tutte militano nei campionati UISP Empolese Valdelsa.
L'A.S.D. Montesport è una polisportiva che si occupa di pallavolo (la squadra femminile milita nel campionato nazionale di Serie B1 2023/2024), pallacanestro (la squadra maschile milita nel campionato regionale di serie D 2023/2024), karate, atletica, danza, tennis, ginnastica artistica e bocce. Nell'anno 2022 l'A.S.D. Montesport si è aggiudicata il 1º posto del Premio "Paolo Rossi", organizzato dalla Città Metropolitana di Firenze, per le attività di Baskin e Wheelchair Tennis.
A Montespertoli è attiva una società ciclistica che opera anche sul comune di Certaldo e che si chiama "Pedale Certaldese Casa del Popolo Montespertoli". Questa società sportiva, in collaborazione con l'amministrazione comunale, ha organizzato per anni il "Gran Premio Chianti Montespertoli" (una corsa per giovani ciclisti nota per l'impegnativo traguardo in salita).
Nel 2019 per la prima volta il Giro d'Italia è transitato da Montespertoli con un traguardo volante nella seconda tappa, la Bologna-Fucecchio.